# Liopropoma rubre
Liopropoma rubre là một loài cá biển thuộc chi Liopropoma trong họ Cá mú. Loài này được mô tả lần đầu tiên vào năm 1861.

## Phân bố và môi trường sống
L. rubre có phạm vi phân bố ở Tây Đại Tây Dương. Loài cá này được tìm thấy tại Bermuda và Bahamas. Trong vịnh Mexico, chúng được tìm thấy tại Florida Keys, bãi cạn Flower Garden (ngoài khơi bang Texas) và cồn cát Cayos Arcas (thuộc bãi cạn Campeche, ngoài khơi Mexico), trải rộng xuống khắp biển Caribe. L. rubre sống đơn độc xung quanh các rạn san hô và đá ngầm ở độ sâu khoảng từ 3 đến 46 m.

## Mô tả

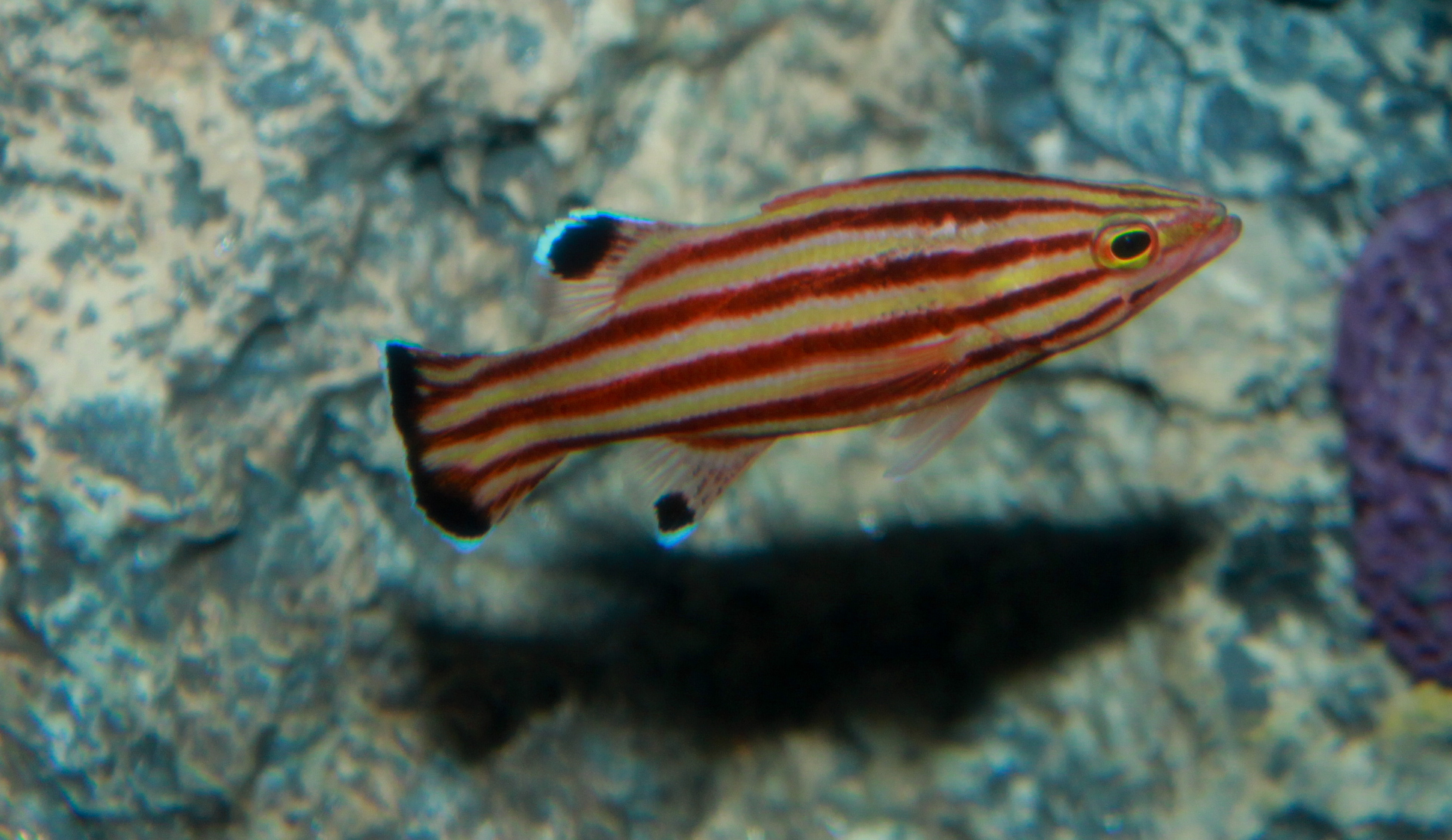
Một cá thể L. rubre

L. rubre có chiều dài cơ thể tối đa được ghi nhận là 13 cm. Đầu và thân có màu vàng với các dải sọc ngang màu nâu đỏ (viền mờ màu hồng). Vây đuôi có 2 đốm đen ở thùy trên và dưới. Vây lưng và vây hậu môn cũng có đốm đen ở góc với viền trắng. Các vây có màu đỏ hồng.
Số gai ở vây lưng: 8; Số tia vây mềm ở vây lưng: 12; Số gai ở vây hậu môn: 3; Số tia vây mềm ở vây hậu môn: 8; Số tia vây mềm ở vây ngực: 12 - 13; Số đốt sống: 24.